# Robert Goldbeck
Robert Goldbeck, född den 19 april 1839  i Potsdam, död den 16  maj 1908 i Saint Louis, Missouri, var en tyskfödd amerikansk pianist och tonsättare. 
Goldbeck, som var elev till Litolff, fullbordade sina studier i Paris. Han gav lysande konserter i London innan han 1857 flyttade till New York. Goldbeck komponerade operetten The Soldier's return, till vilken han själv skrev texten. Bland övriga verk märks tolv akvareller för piano.